# Olof Dillner
Olof Dillner, född 14 november 1780 i Klövsjö församling, död 25 september 1852 i Brunflo församling, var en svensk präst.

## Biografi
Olof Dillner föddes 1780 i Klövsjö församling. Han var son till rusthållaren Carl Sivertson Dillner och Ingeborg Olofsdotter. Familjen flyttade 1784 till Bodal i Brunflo socken. Dillner blev vårterminen 1802 student vid Uppsala universitet. Han avlade filosofie magisterexamen 14 juni 1806 och prästvigdes 10 augusti samma år till adjunkt hos komminister Söderholm på Alnön. Dillner blev nådårspredikant i Ljustorps församling 1807 och pastorsadjunkt i Selångers församling 1808 och vikarierande kollega vid Härnösands trivialskola 1810. Han avlade pastoralexamen 1811 och blev vikarierande konsistorienotarie i februari 1812. År 1813 blev han vikarierande konrektor vid Härnösands trivialskola och 26 januari 1814 kollega vid skolan. Dillner blev extra ordinarie kunglig hovpredikant 1 april 1816. Han var talare vid jubelfesten 1817 och utnämndes i februari 1820 till kyrkoherde i Brunflo församling, tillträde maj 1820. Dillner blev prost i juli 1824 och var stiftsfullmäktig vid Riksdagen 1828. År 1831 blev han vikarierande kontraktsprost i Jämtlands östra kontrakt och 1834 ordinarie. Han var predikant vid prästmötet i Härnösand 1839 och blev LWO 1848. Han avled 1852 i Brunflo församling.

### Familj
Dillner gifte sig 16 september 1819 med Brita Margreta Svedberg (1800–1872), som var dotter till assessorn Eskil Svedberg och Brita Christina Backlund på Dombäck i Grundsunda socken. De fick tillsammans barnen Eva Dillner (1820–1907) som var gift med prosten Ernst Arbman i Sunne församling, Brita Karolina Dillner (1821–1870) som var gift med löjtnanten Erik Wikström i Brunflo socken och häradshövdingen Carl Olof Granbom i Ljusdals socken, Ingeborg Ulrika Dillner (född 1823) som var gift med apotekaren Gottfrid Arbman i Köping, Klara Magdalena Dillner (född 1824) som var gift med kommissionslandtmätaren Erik Backman, styrmanne Carl Dillner (född 1825), Olivia Dillner (född 1827) som var gift med sjökaptenen och bryggaren Erik Emanuel Arbman i Köping, Thore Dillner (1829–1831) och Wendela Dillner (1831–1831).